# CTB (société de production)
Pour les articles homonymes, voir CTB.
La société CTB (en russe : Кинокомпания СТВ, Kinokompanija STV) est une société de production cinématographique russe fondée en 1992 à Saint-Pétersbourg.

## Étymologie
Le nom de la société de production « CTB » a été inventé par Selianov et Balabonov sur un coup de tête et n'est pas un acronyme. L'une des raisons de leur choix était que les lettres se liraient aussi bien en russe qu'en anglais. Eugénie Zvonkine, l'autrice de l'ouvrage Cinéma russe contemporain, (r)évolutions, décide donc de ne pas traduire les lettres cyrilliques « CTB » en « STV » tel que le préconise la transcription du russe en français mais de le laisser tel quel.

## Historique
La société est fondée le 4 janvier 1992 par Sergueï Selianov (ru), Vassili Grigoriev et Alekseï Balabanov ainsi qu'avec l'appui de la société Lenfilm.
Les premiers films qui ont lancé la société sont Opération « Bonne Année » (ru) d'Alexandre Rogojkine et surtout Le Frère de Balabanov. Depuis, la société a produit plus de 150 films et est devenue l'une des plus importantes sociétés cinématographiques fondées après la fin de l'URSS.
Depuis 1999, la société a commencé à produire des films d'animation à travers sa filiale Melnitsa (litt. « Moulin »). Elle a produit entre autres le film Jacob et sa princesse.